# Герчев, Янислав
Янислав Герчев (болг. Янислав Герчев; род. 4 октября 1989, Пловдив) — болгарский дзюдоист, призёр чемпионатов Европы в весовой категории до 60 килограммов. Участник летних Олимпийских игр 2016 и 2020 годов. Участник I и II Европейских игр 2015 и 2019 годов. Многократный чемпион Болгарии по дзюдо.

## Спортивная карьера
Выступал за клуб «Арена Спорт» из города Пловдив под руководством тренера Атанаса Герчева. В 2011 году победил на чемпионате Европы среди спортсменов не старше 23-х лет, который проходил в Тюмени.
В 2015 году принял участие во I Европейских играх, которые состоялись в Баку, уступил сопернику из Швейцарии в первом раунде турнира. В 2016 году принял участие в летних Олимпийских играх, которые проходили в Рио-де-Жанейро. В 1/8 турнира уступил грузинскому борцу Амирану Папинашвили.
На взрослом чемпионате Европы 2017 года, который проходил в Варшаве завоевал серебряную медаль в весовой категории до 60 килограммов, уступив в финале Роберту Мшвидобадзе. Через год на аналогичном континентальном первенстве в Тель-Авиве, вновь выше в финал, но уступил чемпионство Исламу Яшуеву.
В 2019 году принял участие во II Европейских играх, которые состоялись в Минске, уступил сопернику из БельгииЙорре Ферстрэтену в первом раунде турнира. В 2021 году принял участие в летних Олимпийских играх, которые проходили в Токио. Во втором раунде уступил будущему серебряному призёру олимпийских игр Яну Юнвэю.
В апреле 2022 года на чемпионате Европы в столице Болгарии, в весовой категории до 60 кг стал серебряным медалистом турнира, в третий раз в карьере упустив победу в финале, на сей раз спортсмену из Испании Франсиско Гарригосу.